# Jan Gruszczyński (1882–1957)
Jan Gruszczyński pseud. Kamień, Karol (ur. 20 czerwca 1882 w Gromicach k. Płocka, zm. 14 lipca 1957 w Warszawie) – polski działacz komunistyczny.

## Życiorys
Syn robotnika dworskiego Wojciecha, brat Piotra. Skończył 3 oddziały szkoły podstawowej i został robotnikiem folwarcznym w Bulkowie, 1905 przeniósł się do Warszawy, gdzie pracował w fabryce ekstraktów garbarskich i wkrótce wstąpił do SDKPiL lub PPS. W związku z reakcjami władzy na rewolucji 1905-1907 na pewien czas deportowany do rodzinnej wsi, 1915 wrócił do Bulkowa, gdzie ponownie był robotnikiem folwarcznym. Podczas I wojny światowej działał w SDKPiL w Bulkowie, Bodzanowie i Płocku. XI 1918 wybrany do komitetu folwarcznego w Bodzanowie i delegatem do Rad Delegatów Robotniczych (RDR) w Płocku. Uczestniczył  w działalności Klubu im. T. Rechniewskiego. Od I 1919 do rozwiązania w 1920 przewodniczący oddziału Związku Zawodowego Robotników Rolnych w Bodzanowie. Wybrany do powiatowej Komisji Rozjemczej. X 1919 brał udział w organizowaniu strajku robotników rolnych, za co właściciel majątku w Bodzanowie zwolnił go z pracy. 1919 wstąpił do PPS, skąd w 1920 został wydalony za kolportowanie wydawnictw KPRP. Wówczas wstąpił do KPRP, w której był czynny jako agitator i kolporter. Od 1920 pracował w Robotniczej Spółdzielni Spożywców "Robotnik" w Płocku, gdzie zastępował kierownika i później kierował filią w Bielsku k. Płocka. Latem 1920 został przewodniczącym Tymczasowego Komitetu Rewolucyjnego w Bielsku, za co po wycofaniu się z Mazowsza Armii Czerwonej został skazany przez sąd doraźny na 1,5 roku więzienia (jego obrońcą był Teodor Duracz), jednak uniewinnił go sąd apelacyjny w Warszawie. 1922 kandydował do Sejmu w Płocku z listy Związku Proletariatu Miast i Wsi (ZPMiW), był członkiem Okręgowego Komitetu Wyborczego ZPMiW nr 9 obejmującego powiaty Płock, Sierpc, Rypin, Płońsk. 15 X 1923 aresztowany i osadzony do 7 XI 1923 w więzieniu mokotowskim, skazany przez Sąd Okręgowy w Płocku 13 X 1924 na 4 lata więzienia, jednak po apelacji został uniewinniony. Od 1926 mieszkał w Warszawie, gdzie był dozorcą nocnym. Podczas okupacji był robotnikiem na kolei, wraz z bratem Piotrem był współzałożycielem Stowarzyszenia Przyjaciół ZSRR, kolportował prasę Stowarzyszenia na Solcu i Pradze. Po upadku powstania warszawskiego 1944 wywieziony do Niemiec, gdzie pracował w fabryce czołgów. VI 1945 wrócił do kraju i w 1946 wstąpił do PPR. Był woźnym w Centralnym Zarządzie Przemysłu Maszyn Elektrycznych w Warszawie. Radny Dzielnicowej Rady Narodowej w Śródmieściu. Odznaczony m.in. Orderem Sztandaru Pracy I klasy.